# بوب فيريك
بوب فيريك (بالإنجليزية: Bob Feerick)‏ مواليد 2 يناير 1920 في سان فرانسيسكو - الوفاة 8 يونيو 1976، كان لاعب كرة سلة أمريكي تحول إلى التدريب بعد الاعتزال. بدأ مسيرته الاحترافية في سنة 1946. حمل الرقم 10. بلغ طوله 6 قدم 3 بوصة (1.9 م). اعتزل اللعب في 1950.

## إحصائيات المسيرة
| الفريق              | السنة   | G   | W  | L  | W–L% | النهاية | PG | PW | PL | PW–L% | النتيجة                       |
| ------------------- | ------- | --- | -- | -- | ---- | ------- | -- | -- | -- | ----- | ----------------------------- |
| واشنطن كابيتولز     | 1949–50 | 68  | 32 | 36 | .471 | 3       | 2  | 0  | 2  | .000  | خسر في نصف نهائي القسم الشرقي |
| غولدن ستايت ووريورز | 1962–63 | 80  | 31 | 49 | .388 | 4       | -  | -  | -  | -     | غاب عن الأدوار الإقصائية      |
| المسيرة             |         | 148 | 63 | 85 | .426 |         | 2  | 0  | 2  | .000  |                               |

## روابط خارجية
- بوب فيريك على موقع إن بي أي (الإنجليزية)
- بوب فيريك على موقع سبورتس رفرنس (الإنجليزية)
- بوب فيريك على موقع ريلجم (الإنجليزية)
- بوب فيريك على موقع بروبوليرز (الإنجليزية)
- بوب فيريك على موقع سبورتس رفرنس (الإنجليزية)
- بوب فيريك على موقع كلية كرة السلة في سبورتس رفرنس.كوم (الإنجليزية)
- بوب فيريك على موقع سبورتس رفرنس (الإنجليزية)